# Liste der Bodendenkmäler in Rinchnach
Auf dieser Seite sind die Bodendenkmäler in der niederbayerischen Gemeinde Rinchnach zusammengestellt. Diese Tabelle ist eine Teilliste der Liste der Bodendenkmäler in Bayern. Grundlage ist die Bayerische Denkmalliste, die auf Basis des Bayerischen Denkmalschutzgesetzes vom 1. Oktober 1973 erstmals erstellt wurde und seither durch das Bayerische Landesamt für Denkmalpflege geführt wird. Die folgenden Angaben ersetzen nicht die rechtsverbindliche Auskunft der Denkmalschutzbehörde.

## Bodendenkmäler der Gemeinde Rinchnach

### Bodendenkmäler in der Gemarkung Ellerbach
| Lage                 | Objekt                                      | Akten-Nr.     | Bild |
| -------------------- | ------------------------------------------- | ------------- | ---- |
| Ellerbach (Standort) | Mittelalterlich-frühneuzeitlicher Erdstall. | D-2-7045-0002 |      |

### Bodendenkmäler in der Gemarkung Rinchnach
| Lage                 | Objekt | Akten-Nr.     | Bild |
| -------------------- | --- | ------------- | ---- |
| Rinchnach (Standort) | Untertägige Befunde der frühen Neuzeit im Bereich der Katholischen Wallfahrtskirche Mariä Geburt, darunter die Spuren von Vorgängerbauten bzw. älteren Bauphasen. | D-2-7045-0015 |      |
| Rinchnach (Standort) | Untertägige Befunde des Mittelalters und der frühen Neuzeit im Bereich der ehemalige Benediktinerpropstei sowie der Katholischen Pfarrkirche St. Johannes Baptist und des zugehörigen aufgelassenen Friedhofs in Rinchnach, darunter die Spuren von Vorgängerbauten bzw. älteren Bauphasen. | D-2-7045-0055 |      |